# 梁中堂
梁中堂（1948年1月—），山西永濟市人，中國人口問題學者，第九屆全國政協委員、中華人民共和國國家人口和計劃生育委員會第一至第六屆专家委员会委員。梁中堂反對中共當局的一胎政策和計劃生育。1985年成功爭取山西翼城縣實施二胎試點，該試點一直持續至中華人民共和國全面放開二孩。